# SAOCOM 1A
SAOCOM 1A (SAtélite Argentino de Observación COn Microondas 1A) ist ein Erdbeobachtungssatellit der argentinischen CONAE (Comisión Nacional de Actividades Espaciales).
Er wurde am 8. Oktober 2018 um 02:21 UTC mit einer Falcon-9-Trägerrakete von der Vandenberg Air Force Base in eine sonnensynchrone Umlaufbahn gebracht.
Der dreiachsenstabilisierte Satellit ist mit einem im L-Band bei rund 1,275 GHz arbeitenden Radar mit synthetischer Apertur ausgerüstet und soll Bestandteil eines Satellitensystems einer maßgeblich von Argentinien und Italien getragenen internationalen Initiative zur Katastrophenbewältigung (SIASGE) sein sowie Daten für die Landwirtschaft liefern. Er kann Messungen der Bodenfeuchte durchführen, die Ausmaße von Überflutungen bestimmen und Wasserverschmutzungen z. B. durch Kohlenwasserstoffe aufdecken. Die etwa 1.500 Kilogramm wiegende Radaranlage an Bord des Satelliten verfügt über 140 Einzelantennen mit einer Fläche von rund 35 Quadratmetern bei einer Breite von rund 3,5 Metern und einer Länge von rund 10 Metern. Das System besitzt Beobachtungsmodi mit Schwadbreiten zwischen 20 und 350 Kilometern. Die dabei mögliche räumliche Auflösung liegt zwischen 10 und 100 Metern. Der von der Firma INVAP S.E. (Investigaciones Aplicadas Sociedad del Estado mit Sitz in San Carlos de Bariloche) gebaute Satellit besitzt eine geplante Lebensdauer von 5 Jahren.